# Ella Vanhanen
Ella Vanhanen (* 15. September 1993 in Kuopio) ist eine ehemalige finnische Fußballspielerin.

## Karriere

### Vereine
Vanhanen begann für den in ihrem Geburtsort in der Landschaft Nordsavo ansässigen Kuopion MimmiFutis Kuopio mit dem Fußballspielen. Im Alter von 16 Jahren kam sie bereits für die erste Mannschaft in der seinerzeitigen Naisten Liiga, der höchsten Spielklasse im finnischen Frauenfußball, zum Einsatz. Ihr erstes Punkt- und einziges Spiel in der Spielzeit 2009 im Seniorinnenbereich bestritt sie am 17. Juni beim 4:2-Sieg im Heimspiel gegen die NiceFutis aus Pori mit Einwechslung für Nelli Berg in der 84. Minute.
Zur Spielzeit 2010 rückte sie endgültig in die erste Mannschaft auf und wurde in 21 Punktspielen eingesetzt. In der Spielzeit 2011 bestritt sie 25 Punktspiele, in denen sie drei Tore erzielte, wobei ihr Tordebüt am 30. April beim 6:0-Sieg im Heimspiel gegen den FC United mit dem Treffer zur 1:0-Führung in der 17. Minute stattfand.
In den Spielzeiten 2012 und 2013 war sie für den Liga- und Stadtrivalen Pallokissat Kuopio aktiv. Am 30. September 2012 erreichte sie mit ihrer Mannschaft das Finale um den nationalen Vereinspokal, das mit 1:2 gegen PK-35 Vantaa verloren wurde.
Mit ihrem Schulabschluss am Klassischen Gymnasium Kuopio begab sie sich im Jahr 2013 in die Vereinigten Staaten an die University of Pennsylvania an der sie am College of Arts & Sciences auch in diesem Fachbereich eingeschrieben war. Für das Sport-Team der Bildungseinrichtung, die Panthers, kam sie in der Spielzeit 2013 als Freshman in 19 Meisterschaftsspielen in der Atlantic Coast Conference innerhalb der NCAA Division I zum Einsatz.
Nach Finnland zurückgekehrt und nach Mariehamn gelangt, spielte sie von 2014 bis 2016 für die dort ansässige Åland United. Aus der regulären Saison nach 18 Punktspielen als Spitzenreiter hervorgegangen, belegte sie mit ihrer Mannschaft nach der abgeschlossenen Meisterrunde (unter den ersten sechstplatzierten Mannschaften) den zweiten Platz – mit zwei Punkten Abstand auf Meister PK-35 Vantaa.
Zur Spielzeit 2017 kehrte sie zu den „Ballkatzen“ nach Kuopio zurück und blieb dort bis zum Ende der Spielzeit 2018. Ihr letzter Verein war die Frauenfußballmannschaft des Kuopion PS, für den sie von 2019 bis 2021 spielte. Ihre Spielerkarriere beendete sie im Oktober 2021 mit dem Meistertitel, der nach der Meisterrunde errungen wurde. In der regulären Spielzeit, die ihre Mannschaft auf Platz 1 abgeschlossen hatte, bestritt sie ihre letzten neun Punktspiele. Das letzte Mal trug sie das Trikot am 28. August 2021 beim 4:0-Sieg im Auswärtsspiel gegen Ilves Tampere als Einwechselspielerin in der 82. Minute.

### Nationalmannschaft
Nachdem Vanhanen für die Nachwuchsnationalmannschaft des SPL der Altersklasse U19 in insgesamt elf Länderspielen zum Einsatz gekommen war, debütierte sie in der A-Nationalmannschaft, die sich am 4. April 2013 in Senec in Freundschaft von der A-Nationalmannschaft der Slowakei torlos trennte; sie wurde in der 75. Minute für Emmi Alanen eingewechselt. Auch im zweiten Vergleich, drei Tage später an selber Stätte, wurde sie beim 3:1-Sieg über die A-Nationalmannschaft der Slowakei eingesetzt. Sie gehörte zudem zum Aufgebot für die Europameisterschaft 2013 im Nachbarland Schweden. Ihr einziges Turnierspiel bestritt sie am 13. Juli in Göteborg bei der 0:5-Niederlage gegen die Nationalmannschaft Schwedens mit dem zweiten Spiel der Gruppe A, in dem sie für Sanna Talonen in der 69. Minute eingewechselt wurde. Ihre letzten vier Länderspiel bestritt sie bei ihrer Teilnahme am Turnier um den Zypern-Cup 2014, mit den drei Spielen in der Gruppe A und dem Spiel um Platz 11, das gegen die Nationalmannschaft Neuseelands in Paralimni mit der 0:1-Niederlage endete.

## Erfolge
Kuopion PS
- Finnischer Meister 2021

Åland United
- Meisterschafts-Zweiter 2014

Pallokissat Kuopio
- Finnischer Pokal-Finalist 2012